# Copa d'Àfrica de Nacions 2002
El 2002 es disputà la 23a edició de la Copa d'Àfrica de Futbol a Mali. Es mantingué el format de l'edició anterior. Camerun fou el campió al derrotar Senegal des del punt de penal (3-2) després d'empatar a 0 al final del partit.

## Selecció d'amfitrió
Les nacions que competiren per ser la seu de la competició foren:
- Algèria
- Botswana
- Egipte
- Etiòpia
- Mali

Mali fou escollida seu el 5 de febrer de 1998 per la CAF, en la seva reunió a Ouagadougou, Burkina Faso.

## Equips classificats

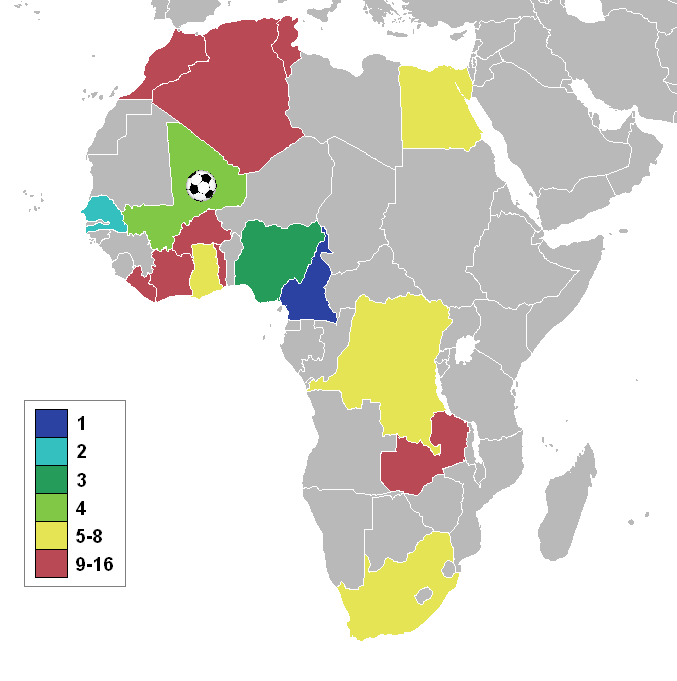
Països participants.

- Algèria
- Burkina Faso
- Camerun (vigent campió)
- República Democràtica del Congo
- Costa d'Ivori
- Egipte
- Ghana
- Libèria
- Mali (seu)
- Marroc
- Nigèria
- Senegal
- Sud-àfrica
- Togo
- Tunísia
- Zàmbia

## Seus
| BamakoKayesMoptiSégouSikasso   | BamakoKayesMoptiSégouSikasso | BamakoKayesMoptiSégouSikasso | Bamako               |
| ------------------------------ | ---------------------------- | ---------------------------- | -------------------- |
| BamakoKayesMoptiSégouSikasso   | BamakoKayesMoptiSégouSikasso | BamakoKayesMoptiSégouSikasso | Stade du 26 Mars     |
| BamakoKayesMoptiSégouSikasso   | BamakoKayesMoptiSégouSikasso | BamakoKayesMoptiSégouSikasso | Capacitat: 55.000    |
| BamakoKayesMoptiSégouSikasso   | BamakoKayesMoptiSégouSikasso | BamakoKayesMoptiSégouSikasso |                      |
| BamakoKayesMoptiSégouSikasso   | BamakoKayesMoptiSégouSikasso | BamakoKayesMoptiSégouSikasso | Bamako               |
| BamakoKayesMoptiSégouSikasso   | BamakoKayesMoptiSégouSikasso | BamakoKayesMoptiSégouSikasso | Stade Modibo Keïta   |
| BamakoKayesMoptiSégouSikasso   | BamakoKayesMoptiSégouSikasso | BamakoKayesMoptiSégouSikasso | Capacitat: 25.000    |
| BamakoKayesMoptiSégouSikasso   | BamakoKayesMoptiSégouSikasso | BamakoKayesMoptiSégouSikasso |                      |
| Kayes                          | Mopti                        | Ségou                        | Sikasso              |
| Stade Abdoulaye Nakoro Cissoko | Stade Barema Bocoum          | Stade Amari Daou             | Stade Babemba Traoré |
| Capacitat: 15.000              | Capacitat: 15.000            | Capacitat: 15.000            | Capacitat: 15.000    |
|                                |                              |                              |                      |

## Competició

### Primera fase

#### Grup A
Error de Lua a Mòdul:Sports_table/sub a la línia 10: attempt to concatenate local 'text' (a nil value).
| Mali      | 1–1 | Libèria  |
| --------- | --- | -------- |
| Keita 87' |     | Weah 45' |

| Algèria | 0–1 | Nigèria      |
| ------- | --- | ------------ |
|         |     | Aghahowa 43' |

| Mali | 0–0 | Nigèria |
| ---- | --- | ------- |
|      |     |         |

| Libèria                | 2–2 | Algèria                     |
| ---------------------- | --- | --------------------------- |
| Daye 7' · K. Sebwe 72' |     | Akrour 45' · Kraouche 90+1' |

| Mali                     | 2–0 | Algèria |
| ------------------------ | --- | ------- |
| Bagayoko 18' · Touré 24' |     |         |

| Libèria | 0–1 | Nigèria      |
| ------- | --- | ------------ |
|         |     | Aghahowa 63' |

#### Grup B
Error de Lua a Mòdul:Sports_table/sub a la línia 10: attempt to concatenate local 'text' (a nil value).
| Sud-àfrica | 0–0 | Burkina Faso |
| ---------- | --- | ------------ |
|            |     |              |

| Marroc | 0–0 | Ghana |
| ------ | --- | ----- |
|        |     |       |

| Sud-àfrica | 0–0 | Ghana |
| ---------- | --- | ----- |
|            |     |       |

| Burkina Faso | 1–2 | Marroc            |
| ------------ | --- | ----------------- |
| Dagano 58'   |     | Zerouali 23', 85' |

| Sud-àfrica                             | 3–1 | Marroc                |
| -------------------------------------- | --- | --------------------- |
| Zuma 42' · Mngomeni 48' · Nomvethe 51' |     | Benmahmoud 77' (pen.) |

| Burkina Faso  | 1–2 | Ghana             |
| ------------- | --- | ----------------- |
| K. Traoré 81' |     | Boakye 90', 90+2' |

#### Grup C
Error de Lua a Mòdul:Sports_table/sub a la línia 10: attempt to concatenate local 'text' (a nil value).
| Camerun    | 1–0 | República Democràtica del Congo |
| ---------- | --- | ------------------------------- |
| M'Boma 40' |     |                                 |

| Togo | 0–0 | Costa d'Ivori |
| ---- | --- | ------------- |
|      |     |               |

| Camerun    | 1–0 | Costa d'Ivori |
| ---------- | --- | ------------- |
| M'Boma 85' |     |               |

| República Democràtica del Congo | 0–0 | Togo |
| ------------------------------- | --- | ---- |
|                                 |     |      |

| Camerun                              | 3–0 | Togo |
| ------------------------------------ | --- | ---- |
| Mettomo 52' · Eto'o 80' · Olembé 89' |     |      |

| República Democràtica del Congo               | 3–1 | Costa d'Ivori |
| --------------------------------------------- | --- | ------------- |
| Yuvuladio 28' · Nonda 66' · Kimoto 81' (pen.) |     | Traoré 86'    |

#### Grup D
Error de Lua a Mòdul:Sports_table/sub a la línia 10: attempt to concatenate local 'text' (a nil value).
| Egipte | 0–1 | Senegal    |
| ------ | --- | ---------- |
|        |     | Diatta 82' |

| Zàmbia | 0–0 | Tunísia |
| ------ | --- | ------- |
|        |     |         |

| Egipte   | 1–0 | Tunísia |
| -------- | --- | ------- |
| Emam 23' |     |         |

| Senegal    | 1–0 | Zàmbia |
| ---------- | --- | ------ |
| Camara 90' |     |        |

| Egipte              | 2–1 | Zàmbia       |
| ------------------- | --- | ------------ |
| Mido 35' · Emam 53' |     | Kampamba 89' |

| Senegal | 0–0 | Tunísia |
| ------- | --- | ------- |
|         |     |         |

### Eliminatòries
|  | Quarts de final    | Quarts de final   |                    |       | Semifinals  | Semifinals  |  |  | Final            | Final |
|  |                    |                   |                    |       |             |             |  |  |                  |       |
|  | 3 Febrer – Bamako  |                   |                    |       |             |             |  |  |                  |       |
|  |                    |                   |                    |       |             |             |  |  |                  |       |
|  | Nigèria            | 1                 |                    |       |             |             |  |  |                  |       |
|  | Nigèria            | 1                 | 7 Febrer – Bamako  |       |             |             |  |  |                  |       |
|  | Ghana              | 0                 |                    |       |             |             |  |  |                  |       |
|  | Ghana              | 0                 | Nigèria            | 1     |             |             |  |  |                  |       |
|  | 4 Febrer – Bamako  |                   | Nigèria            | 1     |             |             |  |  |                  |       |
|  |                    | Senegal (prò.)    | 2                  |       |             |             |  |  |                  |       |
|  | Senegal            | Senegal (prò.)    | 2                  | 2     |             |             |  |  |                  |       |
|  | Senegal            |                   | 10 Febrer – Bamako | 2     |             |             |  |  |                  |       |
|  | RD Congo           | 0                 |                    |       |             |             |  |  |                  |       |
|  | RD Congo           | 0                 | Senegal            | 0 (2) |             |             |  |  |                  |       |
|  | 3 Febrer – Kayes   |                   | Senegal            | 0 (2) |             |             |  |  |                  |       |
|  |                    | Camerun (p.)      | 0 (3)              |       |             |             |  |  |                  |       |
|  | Sud-àfrica         | Camerun (p.)      | 0 (3)              | 0     |             |             |  |  |                  |       |
|  | Sud-àfrica         | 7 Febrer – Bamako |                    | 0     |             |             |  |  |                  |       |
|  | Mali               | 2                 |                    |       |             |             |  |  |                  |       |
|  | Mali               | 2                 | Mali               | 0     | Tercer lloc | Tercer lloc |  |  |                  |       |
|  | 4 Febrer – Sikasso |                   | Mali               | 0     | Tercer lloc | Tercer lloc |  |  |                  |       |
|  |                    | Camerun           | 3                  |       |             |             |  |  |                  |       |
|  | Camerun            | Camerun           | 3                  | 1     | Nigèria     | 1           |  |  |                  |       |
|  | Camerun            |                   |                    | 1     | Nigèria     | 1           |  |  |                  |       |
|  | Egipte             | 0                 |                    | Mali  | 0           |             |  |  |                  |       |
|  | Egipte             | 0                 |                    |       | 0           |             |  |  |                  |       |
|  |                    |                   |                    |       |             |             |  |  | 9 Febrer – Mopti |       |
|  |                    |                   |                    |       |             |             |  |  |                  |       |

#### Quarts de final
| Sud-àfrica | 0–2 | Mali                            |
| ---------- | --- | ------------------------------- |
|            |     | Touré 60' · Dr. Coulibaly 90+2' |

| Nigèria   | 1–0 | Ghana |
| --------- | --- | ----- |
| Lawal 80' |     |       |

| Camerun    | 1–0 | Egipte |
| ---------- | --- | ------ |
| M'Boma 62' |     |        |

| Senegal              | 2–0 | República Democràtica del Congo |
| -------------------- | --- | ------------------------------- |
| Diao 30' · Diouf 86' |     |                                 |

#### Semifinals
| Nigèria      | 1–2 (pr.) | Senegal                   |
| ------------ | --------- | ------------------------- |
| Aghahowa 88' |           | P. B. Diop 54' · Diao 97' |

| Mali | 0–3 | Camerun                     |
| ---- | --- | --------------------------- |
|      |     | Olembé 39', 45+1' · Foé 84' |

#### 3r i 4t lloc
| Nigèria    | 1–0 | Mali |
| ---------- | --- | ---- |
| Yakubu 29' |     |      |

#### Final
| Senegal                              | 0–0 (pr.) | Camerun                               |
| ------------------------------------ | --------- | ------------------------------------- |
|                                      | Report    |                                       |
| Tanda de penals                      |           |                                       |
| Coly · Fadiga · Faye · Diouf · Cissé | 2–3       | Wome · Suffo · Lauren · Geremi · Song |

## Campió
| Guanyador de Copa d'Àfrica 2002 |
| ------------------------------- |
| · Camerun · Quart títol         |

## Golejadors
3 gols
- Patrick M'Boma
- Salomon Olembé
- Julius Aghahowa

2 gols
- Hazem Emam
- Isaac Boakye
- Bassala Touré
- Hicham Zerouali
- Salif Diao

1 gol
- Nassim Akrour
- Nasreddine Kraouche
- Moumouni Dagano
- Amadou Touré
- Samuel Eto'o
- Lucien Mettomo
- Marc-Vivien Foé
- Papi Kimoto
- Shabani Nonda
- Yves Yuvuladio
- Mido
- Kandia Traoré
- Prince Akim Daye
- Kelvin Sebwe
- George Weah
- Mamadou Bagayoko
- Dramane Coulibaly
- Seydou Keita
- Rachid Benmahmoud
- Yakubu Aiyegbeni
- Garba Lawal
- Souleymane Camara
- Lamine Diatta
- Papa Bouba Diop
- El Hadji Diouf
- Thabo Mngomeni
- Siyabonga Nomvete
- Sibusiso Zuma
- Gift Kampamba

## Equip ideal de la CAF
Porter
- Tony Sylva

Defenses
- Taribo West
- Rigobert Song
- Ifeanyi Udeze
- Hany Ramzy

Centrecampistes
- Seydou Keita
- Rafik Saifi
- Patrick M'Boma
- Sibusiso Zuma

Davanters
- Julius Aghahowa
- El Hadji Diouf